# Arturo Vázquez Ayala
Arturo Vázquez Ayala (* 26. Juni 1949 in Mexiko-Stadt), auch bekannt unter dem Spitznamen „Gonini“, ist ein ehemaliger mexikanischer Fußballspieler, der in der Regel als linker Verteidiger eingesetzt wurde.

## Karriere

### Verein
Vázquez Ayala spielte während seiner Karriere fast ausschließlich in seiner Heimatstadt: zunächst neun Jahre lang (1970/71 bis 1978/79) für die UNAM Pumas, mit denen er 1977 die mexikanische Fußballmeisterschaft gewann, und danach fünf Jahre (1980/81 bis 1984/85) für den CF Atlante, bei dem er auch seine aktive Karriere ausklingen ließ. Dazwischen spielte er lediglich eine Saison (1979/80) außerhalb der Hauptstadt für Mexikos populärsten Fußballverein Chivas Guadalajara, der in der zweitgrößten Stadt Mexikos beheimatet ist.

### Nationalmannschaft
Vázquez Ayala absolvierte insgesamt 54 Spiele für die Mexikanische Fußballnationalmannschaft, in denen er vier Treffer erzielte. Sein Debüt gab er in einem Freundschaftsspiel gegen Polen (1:2) am 8. August 1973. Sein erstes Länderspieltor erzielte er in einem Testspiel gegen Jugoslawien (5:1) am 1. Februar 1977. 
Höhepunkt seiner internationalen Spielerkarriere war die Teilnahme an der Fußball-Weltmeisterschaft 1978, bei der er als Kapitän seiner Mannschaft alle Spiele in voller Länge bestritt. Bei dieser WM erzielte er das erste Tor der Vorrundengruppe B in der 45. Minute per Elfmeter zur 1:0-Pausenführung gegen Tunesien. Doch am Ende verlor Mexiko das Spiel mit 1:3 und wurde Gruppenletzter mit 2:12 Toren und 0-6 Punkten.

## Erfolge
- Mexikanischer Meister: 1976/77